# Magaly Berdy
 (janvier 2023).
Magaly Berdy est une actrice française d'ascendance antillaise.
Elle est née à Saint-Joseph à la Martinique. 

## Filmographie

### Cinéma
- 1991 : La Neige et le Feu
- 1992 : Sam suffit
- 1993 : L'Homme sur les quais
- 1995 : Le Grand Blanc de Lambaréné de Bassek Ba Kobhio
- 1996 : Salut cousin !
- 2008 : Sans état d'âme
- 2012 : 30° Couleur
- 2012 : Cuba
- 2012 : Mes héros

### Télévision
- 1990 : Euroflics
- 1991 : Navarro, épisode "Les chasse-neige"
- 1996 : Les Cordier, juge et flic
- 2000 : Julie Lescaut
- 2002 : Navarro, épisode "Le parrain"
- 2005 : Marc Eliot, épisodes "L'amour en cavale" et "Tes père et mère tu honoreras"
- 2007 : Bac +70
- 2009 : La Taupe 2
- 2012 : Affaires étrangères
- 2021 : Mortel : Angela (épisodes 1 à 6)

## Doublage

### Cinéma
- Thandie Newton dans :
  - Mission impossible 2 (2000) : Nyah Nordoff-Hall[1]
  - La Vérité sur Charlie (2002) : Regina Lambert[réf. nécessaire]
  - À la recherche du bonheur (2006) : Linda Gardner[2]
  - Les Couleurs du destin (2010) : Tangie Adrose

- Halle Berry[3] dans :
  - Un père en cavale (1993) : Katlheen Mercer
  - Losing Isaiah : Les Chemins de l'amour (1995) : Khaila Richards
  - Ultime Décision (1996) : Jean

- Eve dans :
  - Barbershop (2002) : Terri Jones[4]
  - Barbershop 2 (2004) : Terri Jones[5]
  - Barbershop: The Next Cut (2016) : Terri Jones

- Theresa Randle dans :
  - Bad Boys (1995) : Theresa Burnett[6]
  - Bad Boys 2 (2003) : Theresa Burnett
  - Bad Boys for Life (2020) : Theresa Burnett

- Rosario Dawson dans :
  - Pluto Nash (2002) : Dina Lake[7]
  - Sept Vies (2008) : Emily Posa[8]

Mais aussi :
- 1989 : Retour vers le futur 2 : l'officier Reese (Mary Ellen Trainor)
- 1991 : Le Silence des agneaux : Ardelia Mapp (Kasi Lemmons[9])
- 1993 : Poetic Justice : Justice (Janet Jackson)
- 1993 : Menace to Society : Ronnie (Jada Pinkett Smith)
- 1994 : L'Impasse : Steffie (Ingrid Rogers)
- 1994 : Ludwig van B. : Giulietta Guicciardi (Valeria Golino)
- 1997 : Jackie Brown : l'hôtesse de l'air Cabo Flight (Vanessia Valentino[10])
- 1997 : Batman et Robin : Ms. B. Heaven (Vivica A. Fox[11])
- 1997 : Les Seigneurs de Harlem : Pigfoot Mary (Loretta Devine)
- 1999 : Stigmata : Donna Chadway (Nia Long)
- 1999 : Wing Commander : Forbes (Ginny Holder)
- 1999 : Wild Wild West : Belle (Garcelle Beauvais)
- 2000 : L'Enfer du dimanche : Vanessa Struthers (Lela Rochon[12])
- 2000 : Un homme à femmes : Julie Simmons (Karyn Parsons)
- 2000 : Donjons et Dragons : Norda (Kristen Wilson)
- 2002 : Minority Report : l'officier Scott (Klea Scott[13])
- 2002 : Hyper Noël : Mère Nature (Aisha Tyler)
- 2002 : Sunshine State : Desiree Stokes Perry (Angela Bassett)
- 2006 : Little Man : Vanessa Edwards (Kerry Washington)
- 2013 : White House Down : voix additionnelles[14]

### Télévision

#### Séries télévisées
- Countess Vaughn (en) dans :
  - Moesha (1996-1999) : Kimberly « Kim » Ann Parker (83 épisodes)
  - Les Parker (1999-2004) : Kimberly « Kim » Ann Parker (110 épisodes)

- 1998 : Living in Captivity (en) : Tamara Cook (Kira Arne)
- 1998 : Police Academy : le cadet Cassandra Cunningham (Tanya Wright (en))
- 1999 : Urgences : Kobe Ikabo (Akosua Busia[15]) (saison 5)
- 2013-2019 : The Big Bang Theory : Janine Davis (Regina King) (6 épisodes)
- 2016 : Animal Kingdom : l'inspecteur Sandra Yates (Nicki Micheaux (en))
- 2016 : Suits : Avocats sur mesure : Georgina Casey (Raven Dauda)
- 2023 : The Changeling : ? ( ? )